# Psihologie pozitivă
Psihologia pozitivă a apărut în mod oficial în momentul în care Martin Seligman, împreună cu un grup de psihologi din SUA au publicat o serie de articole in ediția aniversară a publicației Asociației Americane de Psihologie - toate aceste articole fiind publicate sub o noua paradigmă denumită Psihologie Pozitivă.
Idea din spatele Psihologiei Pozitive este că sănătatea mentală este mai mult decât absența unei boli și că Psihologia ar trebui să cerceteze și sursele fericirii și împlinirii umane.
Datorită faptului că în momentul publicării Selingman era directorul Asociației Americane de Psihologie, că era o ediție specială a periodicului și a faptului că a avut suportul altor nume cunoscute în Psihologie, Psihologia Pozitivă a devenit brusc un subiect de interes pentru toți psihologii din lume.

#### Modelul P.E.R.M.A.
Tot Seligman este cel care a creat Modelul P.E.R.M.A pentru a veni în întâmpinarea celor care vor să aibă un ghid al dezvoltării pe Psihologie Pozitivă.
Modelul P.E.R.M.A.,model fundamental din Psihologia Pozitivă, reprezintă acele 5 componente, identificate de Selingman în 2012, pe care oamenii le urmăresc pentru că sunt motivați în mod intrinsec și care contribuie la starea de bine.
Aceste componente recompensează, în sine, pe cel care le urmărește si sunt independente una de alta.
Cele 5 componente sunt:
1. Positive Emotions – Emoții pozitive
2. Engagement – Implicare
3. Relationship – Relații
4. Meaning – Sens
5. Accomplishment – Realizarea / Împlinirea